# It's All a MadCON
It's All a MadCON je první studiové hudební album norské dvojice Madcon vydané v roce 2004.

## Seznam skladeb
1. The Coning (2:01)
2. Wolves (3:08)
3. Low Morale (3:33)
4. Infidelity, feat. Sofian (4:17)
5. Blacon Both Sides (5:15)
6. Misconseption (3:42)
7. Hope You Know What You Doing (4:13)
8. Doo-Wop (3:48)
9. We Got You (4:28)
10. In a Day (4:10)
11. Conartist (4:16)
12. Si Wå (4:31)
13. Home, feat. Noora (5:04)
14. It's All a Madcon (8:20)

## Singly
- Doo-Wop
- Infidelity (feat. Sofian)